# گمینا سمکوو
گمینا سمکوو (به لهستانی:  Gmina Smyków) یک گمینا در لهستان است که در شهرستان کونگسکیه واقع شده‌است. گمینا سمکوو ۶۲٫۱۱ کیلومتر مربع مساحت و ۳٬۷۰۰ نفر جمعیت دارد.